# Ospedale civico di Codogno
L'ospedale civico di Codogno è una struttura ospedaliera a Codogno che fa parte dell'azienda socio sanitaria territoriale di Lodi.

## Storia
Codogno venne dotata di un ospedale per la prima volta nel XV secolo grazie alle donazioni di un privato e venne soppresso nel 1775.
Un secondo ospedale sorse nel 1681 per volontà testamentaria di Carlo Maria Belloni, che lasciò una sua casa e del denaro per i cittadini bisognosi. Nel 1768 venne unito all'ospedale dalla Confraternita della Santissima Trinità, che venne fondato dieci lustri prima grazie alle donazioni di Francesco Maria Brambati. La fusione, oltre a migliorare la qualità delle cure, aprì la strada alla fondazione dell'Ospedale civico.

### La struttura di Soave

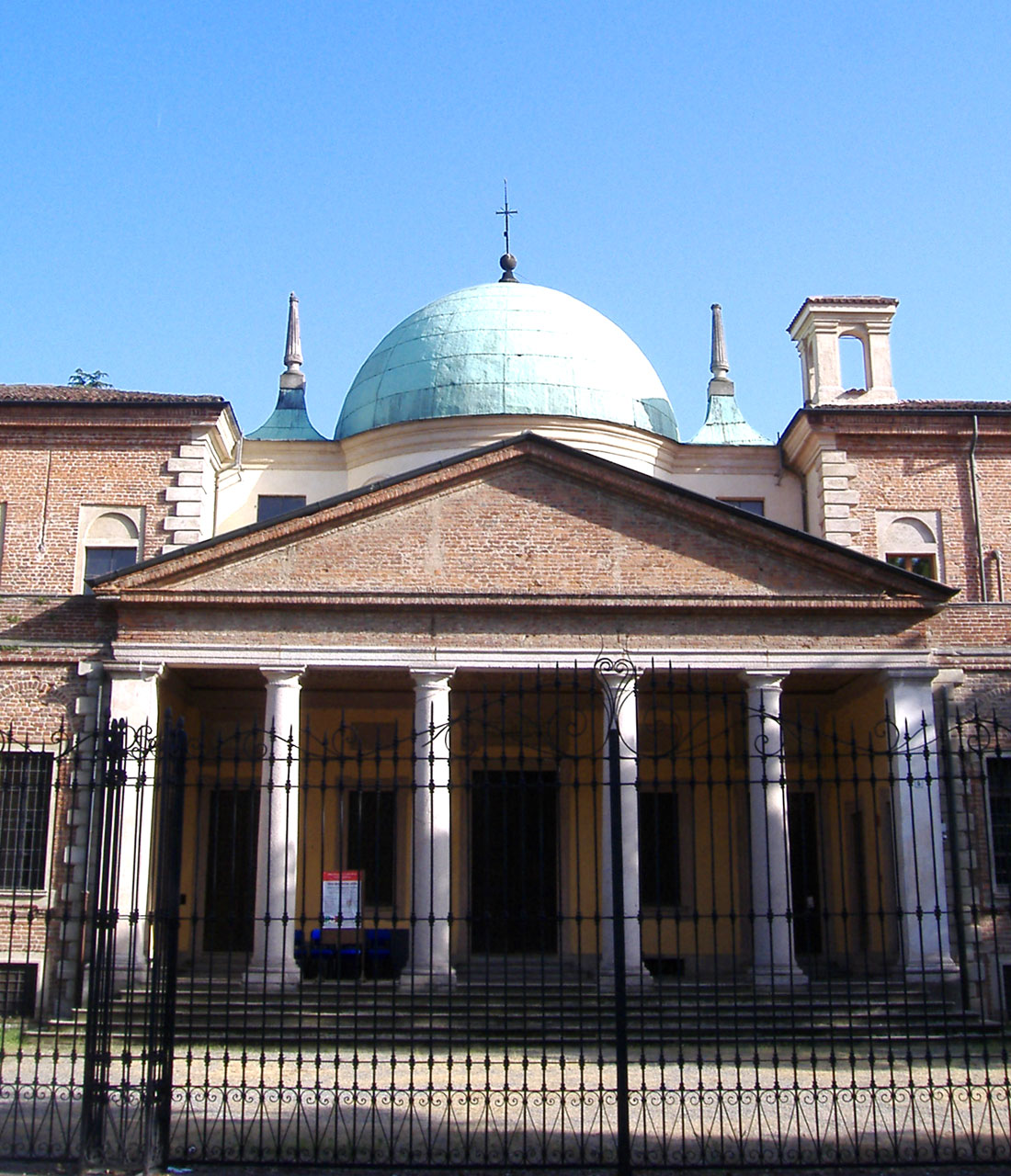
L'edificio settecentesco del Soave.

Nel 1777 gli amministratori autorizzarono l'acquisto di un terreno fuori dall'abitato per costruire un edificio più adatto alle cure e vendettero la vecchia sede per finanziare la costruzione, infine affidata a Felice Soave, all'epoca ancora non noto.
Il governo concesse il permesso per l'esecuzione dei lavori nell'aprile 1779; l'edificio è caratterizzato dal mattone a vista, uno stile pressoché assente nella produzione del Soave, probabilmente dettato dalla committenza e secondo lo stile di altri palazzi nella stessa Codogno (ad esempio la facciata cinquecentesca della chiesa parrocchiale ed il santuario della Madonna di Caravaggio, costruito a poca distanza dall'ospedale). Il disegno di Felice Soave prevedeva al centro un pronao delimitato da quattro colonne e due pilastri all'ingresso dell'edificio e la struttura avrebbe dovuto avere una pianta a croce rinascimentale, con due corpi principali paralleli, muniti di cappella, e collegati fra loro da tre ali perpendicolari.
Nel 1779 iniziarono i lavori e l'ospedale venne consegnato nel 1781: furono realizzati il pronao, una cappella con uno spazio retrostante (sala operatoria) ed il corpo principale. L'edificio costruito era incompleto rispetto al progetto originale; a causa della mancanza di fondi e della rivoluzione francese i lavori vennero interrotti.
I lavori ricominciarono nel 1828 curati dall’ingegner Francesco Quattrini, secondo le linee guida del progetto neoclassico, terminando nel 1849, ma non essendo mai stato integralmente compiuto, l'edificio mostra una forma a U.
L'ingresso principale è sormontato da un'iscrizione in latino riguardante lo spostamento del vecchio ospedale dal centro abitato, avvenuto sotto la protezione dei santi Giuseppe e Carlo, ai quali è dedicata la cappella all'interno dell'edificio.

### L'ospedale civico
L'edificio del Soave, con alcune ulteriori modifiche, restò sede dell'ospedale civico sino al 1938, quando venne sostituito con un progetto di Cesare Chiodi. L'edificio settecentesco venne adattato come sede provvisoria delle imprese milanesi sfollate dalla guerra e venne poi dichiarato di interesse artistico nel 1948.
Negli anni Sessanta fu dato in deposito dalla Pinacoteca di Brera, per la cappella dell’ospedale, un dipinto ad olio del 1658 raffigurante le sante Chiara e Caterina realizzato dal Guercino, proveniente in origine dalla chiesa delle monache di Cotignola e portato a Brera nel 1811 durante le razzie napoleoniche. Fu concesso all'ospedale per mezzo della codognese Franca Ciboldi, professoressa di greco e latino che aveva sostenuto la realizzazione della nuova cappella.
Il 21 febbraio 2020 vi fu eseguito il primo tampone faringeo in Italia risultato positivo al SARS-CoV-2, virus responsabile della COVID-19, permettendo di individuare il primo focolaio italiano.

## Struttura
L'ospedale è organizzato nei seguenti reparti:
- Cardiologia
- Medicina generale
- Ostetricia-Ginecologia
- Patologia neonatale
- Pediatria
- Psichiatria
- Recupero e rieducazione funzionale
- Unità cure cardiologiche

## Personaggi noti
Pierdante Piccioni è stato primario del pronto soccorso dell’ospedale di Codogno fino al 31 maggio 2013, quando entrò in coma per un incidente sulla tangenziale di Pavia.